# Paul Beesley
Pour les articles homonymes, voir Beesley.
Paul Beesley est un footballeur anglais, né le 21 juillet 1965 à Liverpool, Angleterre. Évoluant au poste de défenseur central, il est principalement connu pour ses saisons à Wigan Athletic, Leyton Orient, Sheffield United, Leeds United, Manchester City et Port Vale.

## Biographie
Natif de Liverpool, il est formé à Marine (en) avant de devenir professionnel en s'engageant pour Wigan Athletic en septembre 1984, qui joue alors en Third Division. Il reste 5 saisons au Springfield Park pour 185 matches joués avant de signer pour Leyton Orient en octobre 1989 pour 175 000£. 
Il ne reste qu'une saison au Brisbane Road jouant 35 matches de championnat avant d'être transféré à Sheffield United en juillet 1990 pour 300 000£, ce qui constitue alors un record de recrutement pour les Blades. Il découvre alors la First Division et participe activement au maintien du club dans l'élite à la suite de la saison 1990-91. Il connaît la saison inaugurale de la Premier League et atteint les demi-finales de la FA Cup. Cette saison, il est élu Joueur de l'année par les supporteurs du club.
La saison suivante, alors que le club lutte, sans réussite, pour se maintenir, il lui est souvent demandé de jouer latéral gauche alors que son poste de prédilection est stoppeur. De retour en Division One, il est confronté aux mêmes choix de l'entraîneur quant à son positionnement et finalement, à la fin de la saison 1994-95, il quitte les Blades après y avoir joué 195 matches de championnat et de coupe en 5 saisons.
Il s'engage alors pour Leeds United en août 1995, lors d'un transfert d'un montant de 250 000£. Il n'est qu'une solution de remplacement dans l'esprit de l'entraîneur Howard Wilkinson qui lui préfère Lucas Radebe et David Wetherall. L'arrivée de George Graham comme nouvel entraîneur ne change rien à l'affaire et il ne connaît que 19 titularisations en championnat deux saisons de Premier League.
Il signe alors pour Manchester City en février 1997 pour 500 000£, y retrouvant son ancien entraîneur de Leyton Orient, Frank Clark. Ses débuts sont encourageants, mais il perd rapidement sa place après le remplacement de Clark par Joe Royle, au point de passer le mois de décembre 1997 en prêt à Port Vale puis, après un retour à Manchester, un nouveau prêt pour la fin de la saison 1997-98 à West Bromwich Albion.
Libéré de son contrat avec les Citizens, il peut s'engager gratuitement pour Port Vale en août 1998, où il avait laissé de très bons souvenirs lors de son prêt. Il y passe une saison pleine en 1998-99, avec 36 matches de championnat. Il s'engage ensuite pour Blackpool en juillet 1999 mais sa saison n'est pas une grande réussite avec seulement 18 matches à son actif en Second Division.
Il s'engage alors pour Chester City en juillet 2000. Son expérience fait des merveilles au sein de la défense des Seals et il est élu Joueur de l'année par les supporteurs du club. En octobre 2001, il s'engage pour Stalybridge Celtic (en) où il joue 26 matches mais ne peut empêcher la relégation du club. Il décide de finir sa carrière dans le championnat nord-irlandais en s'engageant pour Ballymena United.
Après sa retraite de joueur, il se reconvertit comme entraîneur, prenant en main les équipes de jeunes de Notts County et de Leeds United notamment.